# Parthenopäische Republik
Die Parthenopäische Republik (Repubblica partenopea) oder Neapolitanische Republik (Repubblica napoletana) war eine durch französischen Revolutionsexport aus dem Königreich Neapel gebildete italienische Tochterrepublik, die während des Zweiten Koalitionskrieges am 22. Januar 1799 ausgerufen wurde. Ihre Auflösung erfolgte nach der Rückeroberung Neapels durch Koalitionstruppen im Juni 1799.

## Etymologie
Die Parthenopäische Republik ist nach Parthenope benannt, einer antiken griechischen Siedlung, die heute Teil der Stadt Neapel ist.

## Die neapolitanischen Verhältnisse und die französische Revolution
Das Königreich Neapel wurde im 18. Jahrhundert zu einem Zentrum der Aufklärung, Neapel selbst galt als eine der wichtigsten Kulturstädte Europas. Diese Entwicklung wurde maßgeblich durch die aristokratische und bürgerliche Elite der Hauptstadt getragen, zu der der König in eigentümlichem Gegensatz stand. Ferdinand IV., dem jede geistige Bildung abgesprochen wurde, verkehrte nicht in intellektuellen Salons, sondern pflegte eine charismatische Volksnähe. Sein ungezwungener Umgang mit der unteren Volksschicht, den sogenannten Lazzari, führte zum Spitznamen „Re Lazzarone“ (ungefähr: „Bettlerkönig“ oder „König der armen Teufel“). Die unterprivilegierte Masse, vom König immer wieder mit Geschenken bedacht, entwickelte eine selbstbewusste, unbürgerliche Kultur und stand der Monarchie als zuverlässige Stütze zur Seite.
Verheiratet war der König aus der spanischen Linie der Bourbonen mit Maria Karolina von Österreich, einer Schwester Marie-Antoinettes, so dass engste verwandtschaftliche und persönliche Beziehungen zwischen dem neapolitanischen und französischen Königshof bestanden. Die politisch sehr interessierte Königin zeigte sich wie die hauptstädtische Elite der französischen Revolution gegenüber aufgeschlossen, und es entwickelten sich sogenannte „Patriotenklubs“, in denen republikanische Reformen diskutiert wurden. Zur Feindschaft des Königshofs mit Frankreich kam es aber, als Ludwig XVI., der entfernte Vetter des Königs und dann auch Marie-Antoinette, die Schwester der Königin 1793 auf der Guillotine endeten. Sämtliche weiteren Reformbemühungen wurden unterdrückt, die „Patrioten“ oder Jakobiner verfolgt und vertrieben.

## Errichtung und Untergang der Parthenopäischen Republik
Das Königreich Neapel kämpfte bereits im Ersten Koalitionskrieg gegen die französische Republik und wieder im Zweiten. Noch während der Eroberung Neapels durch französische Truppen erklärten die neapolitanischen Patrioten am 22. Januar 1799 die Republik. Der König war bereits am 23. Dezember 1798 nach Sizilien geflohen, das unter seiner Herrschaft blieb. Eine provisorische Regierung von 20, seit dem 11. Februar 1799 von 25 Mitgliedern nahm die Arbeit auf, blieb allerdings unter der Kontrolle Frankreichs, d. h. des französischen Oberbefehlshabers und des zivilen Kommissars. Am 14. April ersetzte dieser die erste Regierung durch eine verkleinerte zweite Regierung (ein Exekutivrat von 5 Mitgliedern). Am 25. April schaffte die Regierung die Feudalrechte ab. Eine Verfassung oder weitergehende bürgerliche Sozial- und Rechtsordnung konnte in der nur fünfmonatigen Existenz der Republik nicht mehr verabschiedet werden. Die Republik war in ständiger Finanznot, die Regierung über die Haltung zu Frankreich in sich zerstritten.
Bereits am 7. Februar 1799 landete der zum Oberbefehlshaber der königstreuen Truppen ernannte Kardinal Fabrizio Ruffo in Kalabrien, wo er, unterstützt von einem russischen Expeditionskorps, eine Miliz aus Bauern und Briganten wie dem berüchtigten Fra Diavolo organisierte. Dabei spielte die traditionalistisch-konservative Haltung und Frömmigkeit des Landvolks eine wichtige Rolle – so nannte Ruffo die Bauernarmee „Esercito Cristiano della Santa Fede“ (Christliches Heer vom Heiligen Glauben), allgemein als Sanfedisti bekannt. (Der ländliche Widerstand gegen die jakobinisch-bürgerliche Neuordnung ist ein bekanntes Phänomen der Revolutionsepoche; weitere Beispiele finden sich im Aufstand der Vendée gegen die Französische Republik oder im Widerstand der Schweizer Urkantone zu Anfang der Helvetischen Republik.) Die Erfolge der Koalition veranlassten die französischen Truppen am 7. Mai zum Abzug in den Norden. Im Juni war die Parthenopäische Republik nur noch in den von Sanfedisti und Lazzaroni belagerten Festungen von Neapel existent. Zwischen dem 19. und dem 23. Juni kapitulierten schließlich die Verteidiger der Festungen gegen die Zusicherung einer ungehinderten Überfahrt nach Frankreich. Neapel war wieder ein Königreich.

## Die Auslöschung der neapolitanischen Republikaner
Die Kapitulation wurde allerdings vom britischen Flottenbefehlshaber Horatio Nelson, der mit seinen Schiffen die Bucht von Neapel beherrschte, nicht akzeptiert. Im Namen des neapolitanischen Königs ließ er am 28. Juni die Republikaner, die bereits die Waffen gestreckt hatten, gefangen nehmen und am folgenden Tag den parthenopäischen Admiral Francesco Caracciolo standrechtlich hängen. Fast die gesamte geistige Elite Neapels, die mehrheitlich die Republik unterstützt hatte, mehrere Hundert Männer und Frauen (so der Philosoph und Verfassungsrechtler Francesco Mario Pagano, der Arzt und Botaniker Domenico Cirillo oder die Zeitungsherausgeberin Eleonora Fonseca Pimentel), wurde in den nächsten Monaten zum Tod oder zu lebenslangem Kerker verurteilt; die Prozessakten ließ der König 1803 vernichten. Auf dem Land sollen einige Tausend Menschen den royalistischen Verfolgungen zum Opfer gefallen sein.
Die Hinrichtungswelle von 1799 ist Anlass immer noch fortdauernder Diskussionen. Zum einen in Neapel selbst, wo der Entwicklungsrückstand Süditaliens nicht zuletzt auf die Auslöschung des reformwilligen Teils der Aristokratie und des entstehenden Bürgertums am Übergang zur Neuzeit zurückgeführt wird; auch das stark verankerte kalabresische und neapolitanische Bandenwesen wird in engem Zusammenhang mit der Militarisierung der Sanfedisti und Lazzaroni von 1799 gesehen. Zum anderen wird in Neapel, aber auch in Großbritannien über das Verhalten von Nelson diskutiert, durch dessen Intervention ein bereits abgeschlossener Kapitulationsvertrag für nichtig erklärt und die Einkerkerung und Hinrichtung der neapolitanischen Republikaner ermöglicht wurde. Die Begleitumstände sind kontrovers. Verteidiger von Nelson haben auf die noch grausamere Kriegsführung anderer Heerführer sowie auf einen Befehlsnotstand hingewiesen. Zudem vermuten sie eine emotionale Instabilität Nelsons infolge seiner 1798 erlittenen Kopfverletzung und aufgrund von Schuldgefühlen gegenüber seiner Frau wegen des Ehebruchs mit Emma Hamilton, der Frau des britischen Botschafters in Neapel, die er hier ein Jahr zuvor kennengelernt hatte. Dagegen wird eingewendet, dass Nelson, der auch zu anderer Gelegenheit vor Kriegsgräueln nicht zurückschreckte, letztlich aus selbstsüchtigen Gründen den Einflüsterungen seiner Geliebten gefolgt sei. Emma Hamilton ihrerseits soll als enge Freundin der Königin Maria Carolina deren seit 1793 gehegten Wunsch nach Rache an „den Jakobinern“ für ihre Schwester Marie-Antoinette an Nelson weitergetragen haben.
Auffällig bei der Kontroverse ist die jeweilige Rolle, die Nelson und dem König einerseits sowie Emma Hamilton und der Königin anderseits zugeschrieben werden: die zwei Männer, obwohl durch ihre Position letztlich verantwortlich für die Geschehnisse, erscheinen willenlos (der eine zeitweilig, der andere dauernd) und von zwei Frauen gesteuert, die die Handlung anstifteten und vorantrieben. Hier zeigt sich eine auffällige Parallele zwischen den beiden bourbonischen Königshöfen in Paris und Neapel, wo die Könige als politisch ausgesprochen schwache Figuren galten, während die Königinnen (zwei Schwestern aus dem Haus Habsburg) im Fokus der Kritik standen und bei beiden Gerüchte über ein ausschweifendes Sexualleben eine Rolle spielten (Emma Hamilton und Maria Carolina wurde eine Beziehung nachgesagt).  Ferdinand IV. ist wegen seiner Volkstümlichkeit eine nicht unbeträchtliche Popularität geblieben (seine Jugend war beispielsweise Thema einer italienischen Filmkomödie aus der Nachkriegszeit), vom Ansehen Nelsons in Großbritannien ganz zu schweigen.

## Bemerkungen

Parthenopäische Republik bis 3. Februar 1799

Parthenopäische Republik ab 3. Februar 1799

- Der Name der Republik leitete sich von Parthenope, der dichterischen Bezeichnung Neapels seit Vergil (Georgica 4,564) her. Parthenope war der Name einer der drei unteritalienischen Sirenen, und in Neapel war ihre Kultstätte.
- Am 19. Januar 1799 wurde die französische blau-weiß-rote Trikolore neben der gold-roten Stadtflagge von Neapel gehisst. Die daraus entstehende Farbkombination inspirierte zur neuen Staatsflagge. Zunächst wurde die Farbreihenfolge Blau-Rot-Gold gewählt, wie aus zeitgenössischen Abbildungen zu erkennen ist. Vermutlich am 3. Februar 1799 änderte man diese in die dem französischen Vorbild eher entsprechende Reihenfolge Blau-Gold-Rot. (Il Monitore Napoletano, Nr. 30, 3. Februar 1799). Auch waagerecht gestreifte Flaggen wurden benutzt.
- Es existierte auch eine Nationalgarde (Guardia Nazionale) mit eigener Standarte: Sie zeigte die Nationalfarben diagonal angeordnet, ein Liktorenbündel, die Jakobinermütze sowie zwei Eichenzweige. Auf der Vorder- und Rückseite waren Wahlsprüche angebracht. Die Standarte wurde im Februar 1799 eingeführt.
- Zudem ist die Fahne einer militärischen Einheit namens „Legione Calabra“ bekannt. Die Truppe bestand aus Freiwilligen, die gegen „Royalistische Unterstützer“ vorgehen sollten. Die Fahne wurde am 20. März 1799 präsentiert. Sie war ganz in Schwarz und enthielt drei übereinander angeordnete Worte: „vincere-vendicarsi-morire“, d. h. „Siegen-Rache üben-Sterben“.
- Der Begriff Lazzari leitet sich von San Lazzaro (Lazarus), dem Schutzheiligen der Leprakranken, her. Die Bezeichnung hatte im 18. Jahrhundert ihren ehemals abwertenden Charakter bereits verloren. Im Schweizerdeutschen gibt es eine parallele Erscheinung, bei der das mittelalterliche Wort „Siech“ für einen Leprakranken heute die Bedeutung von „Kerl“, „Typ“ bekommen hat.